# Cel.U.Cine - Festival de Micrometragens
O CEL.U.CINE é um festival de micrometragem realizado no Brasil que visa a incentivar a criação e difusão de conteúdo audiovisual para novas mídias. Realizado pela Associação Revista do Cinema Brasileiro, em parceria com o Oi Futuro, através da Lei Estadual de Incentivo à Cultura do Rio de Janeiro, e conta também com apoio do Canal Brasil e da RioFilme. O CEL.U.CINE teve sua primeira edição realizada em 2008, com o vencedor “Sheila”, de Sergio Bloch. Em 2009, na sua segunda edição, o festival teve mais de 600 filmes inscritos e o vencedor foi “A Palavra mais Difícil”, de Bruna Baitelli.
A quarta edição do CEL.U.CINE tem como objetivo promover a produção e a segmentação desses conteúdos para mídia de celular, tendo como base as tecnologias digitais. Além disso, a realização do CEL.U.CINE busca revelar novos talentos e criar e difundir uma cultura de produção audiovisual. Em 2011, o tema da primeira etapa do festival é “Ditado Popular”.
O ano de 2011, além do concurso em si, ficará marcado também pela Mostra Especial, que exibirá micrometragens produzidos por seis renomados diretores: os brasileiros Beto Brant, Lázaro Ramos e Jorge Furtado, o argentino Hector Babenco, o português David Rebordão (fenômeno de acessos na internet, com o curta ‘A Curva’) e o angolano Mario Bastos (autor do curta ‘Kiari’, vencedor de um dos principais prêmios de Luanda). Estas produções não concorrerão aos prêmios. “A ideia é que os diretores experientes mostrem o que é possível fazer com boas ideias e baixo orçamento. Esses filmes vão servir de inspiração para os participantes”, diz o cineasta e produtor Marco Altberg, diretor do CEL.U.CINE.

## Formatos
Na edição 2011 podem participar do festival filmes com duração entre 30 segundos e três minutos, de qualquer gênero (animação, ficção, documentário etc.), produzidos por profissionais ou amadores. Os filmes devem ser produzidos em celular, câmera digital ou mini-DV e ter no máximo 5MB. Os arquivos devem ser enviados através do site do CEL.U.CINE, no ato da inscrição.

## Premiações
Em 2011, a premiação será a seguinte: o primeiro colocado fará jus ao prêmio no valor de R$ 18.000,00 (dezoito mil reais); o segundo colocado, R$10.000,00 (dez mil reais); o terceiro colocado, R$ 8.000,00; e o vencedor do Júri Popular, R$ 4.000,00 (quatro mil reais). Além disso, os três primeiros colocados receberão prêmios em dinheiro para investir em suas produções audiovisuais.

## Micrometragem
O termo micrometragem ainda é desconhecido do grande público, mas é comum entre os profissionais do cinema e os envolvidos com os avanços tecnológicos. Não há uma definição exata de tempo de duração para uma produção audiovisual ser considerada micro. Mas, para a grande maioria dos profissionais da área, são aceitos filmes com duração entre 30 segundos e três minutos; outros aceitam filmes com duração de até cinco minutos.
No momento, o formato de micrometragem é utilizado em produções feitas para a exibição em sites e nas novas mídias móveis, como o celular.